# Kuo Pu
Kuo Pu (Guo Pu) (kínai: 郭璞; pinjin hangsúlyjelekkel: Guō Pú; magyar népszerű: Kuo Pu; adott neve: Csing-csun (Jingchun) 景純 / 景纯; 276–324) kínai költő, író, filozófus, taoista misztikus, filológus és kommentár-író a Keleti Csin (Jin)-dinasztia (317–420) idején.

## Élete
Kuo Pu (Guo Pu) apja kormányzóként tevékenykedett, így megengedhette magának, sőt társadalmi rangja is megkövetelte, hogy fiának a legjobb oktatást, képzést biztosítsa. Az ifjú ezt meg is hálálta, hiszen kora egyik legelismertebb és legjelentősebb tudós-művészévé lett. Filológiai, filozófiai, sőt költői munkássága is igen jelentős, annak ellenére, hogy negyvennyolc éves korában elhunyt. Különösképpen vonzotta a taoista misztika, melynek egyes tevékenységeit maga is gyakorolta.

## Munkássága
Verseinek témáját a taoista ihletésű halhatatlanság keresése adta, de a verseinél is sokkal figyelemreméltóbbak azon kommentárjai, melyeket a kínai filozófia, lexikográfia és irodalom jelentős alkotásaihoz fűzött. Kuo Pu (Guo Pu) a következő műveket látta el kommentárokkal:
- Változások könyve (Csoo ji (Zhou yi) 周易) - az első kínai jóskönyv
- Er ja (Er ya) (爾雅) – a legrégebbi kínai szótár (i. e. 3. sz.)
- Fang-jen (Fangyan) (方言) – az első kínai dialektológiai szótár
- Hegyek és vizek könyve (San haj csing (Shan hai jing) 山海經) – mitológiai jellegű földrajzi mű
- Mu király története (Mu-tien-ce csuan (Mutianzi zhuan) 穆天子傳) – a kínai epika egyik első, legjelentősebb alkotása
- Csu (Chu) elégiái (Csu ce (Chu ci) 楚辞) – az első legnagyobb kínai költő, Csü Jüan (Qu Yuan) (i. e. 343-278) verseinek antológiája

Versei és kommentárjai mellett más művek szerzőjeként is ismert, az ő nevéhez fűződik a fengsuj (fengshui) legrégebbi kézikönyve, a Temetkezések könyve (Cang su (Zang shu) 葬書 / 葬书).

## Magyarul
- Temetkezések könyve. A fengshui legrégebbi kézikönyve a 4. századból; ford. Tokaji Zsolt; Fapadoskonyv.hu, Bp., 2011